# Janov (nádraží)
Janov (rusky Железнодорожная станция Янов, kód ЕСР 347103) je železniční stanice na železniční trati mezi městy Černihiv a Ovruč poblíž města Pripjať v oblasti Polesí na Ukrajině. Osada a stanice Janov daly počátek městu Pripjať.

## Historie
Stanice byla uvedena do provozu v roce 1925. Stanice a následně založená obec Janov dala vzniknout městu Pripjať. Až do havárie jaderné elektrárny Černobyl patřila pod správu Jihozápadní dráhy Sovětských železnic. Stanice sloužila pro dopravu osobní i nákladní a byla propojena s přilehlými příjezdovými cestami, střediskem paliv a dalšími podniky v centru Pripjatě.
Stanice Janov je spravována státním podnikem Černobylservis (ukr. Чорнобильсервіс). Na hlavním nádraží jsou tři přijímací/odjezdové cesty a zařízení pro manipulaci s nákladem. V západní části stanice je stožár, který dodával vodu pro lokomotivy.
V průběhu roku 1986 došlo k rekonstrukci traťového úseku Černihiv – Janov, která měla za cíl poskytnout služby zaměstnancům Černobylu a dodavatelům. V letech 1986–1987 byla trať procházející stanicí elektrizována.
Po zastavení pravidelné dopravy je stanice občas využívána pro dodávky materiálu pro elektrárnu, např. pro údržbu sarkofágu Černobylské jaderné elektrárny.

### Využití v uměleckých dílech
Prostředí stanice bylo použito ve hře S.T.A.L.K.E.R.: Call of Pripyat a v modifikaci do počítačové hry Battlefield 2 zvané Point of Existence 2.